# Aurélie Cabrel
Pour les articles homonymes, voir Cabrel.
Aurélie Cabrel, née le 30 juillet 1986,, est une chanteuse française, fille de l'auteur-compositeur-interprète Francis Cabrel.

## Biographie
Née en 1986, elle a connu dans sa jeunesse le monde de la chanson et de la variété par son père. 
Plus tard, elle commence à écrire des chansons, avec de nombreux essais avant que chaque titre ait sa version définitive.
Le 17 octobre 2011, elle sort son premier album sous le titre Oserais-je ?.
Son deuxième album intitulé À la même chaîne est sorti le 26 mai 2014.
Elle est en couple avec Esthen Dehut, avec lequel elle a écrit le conte musical Zélie la Pirate,. Avec lui, elle a créé le label Baboo Music.
Elle est l'aînée de trois sœurs, la dernière ayant été adoptée au Vietnam.